# Alexander Abramowitsch Woskressenski

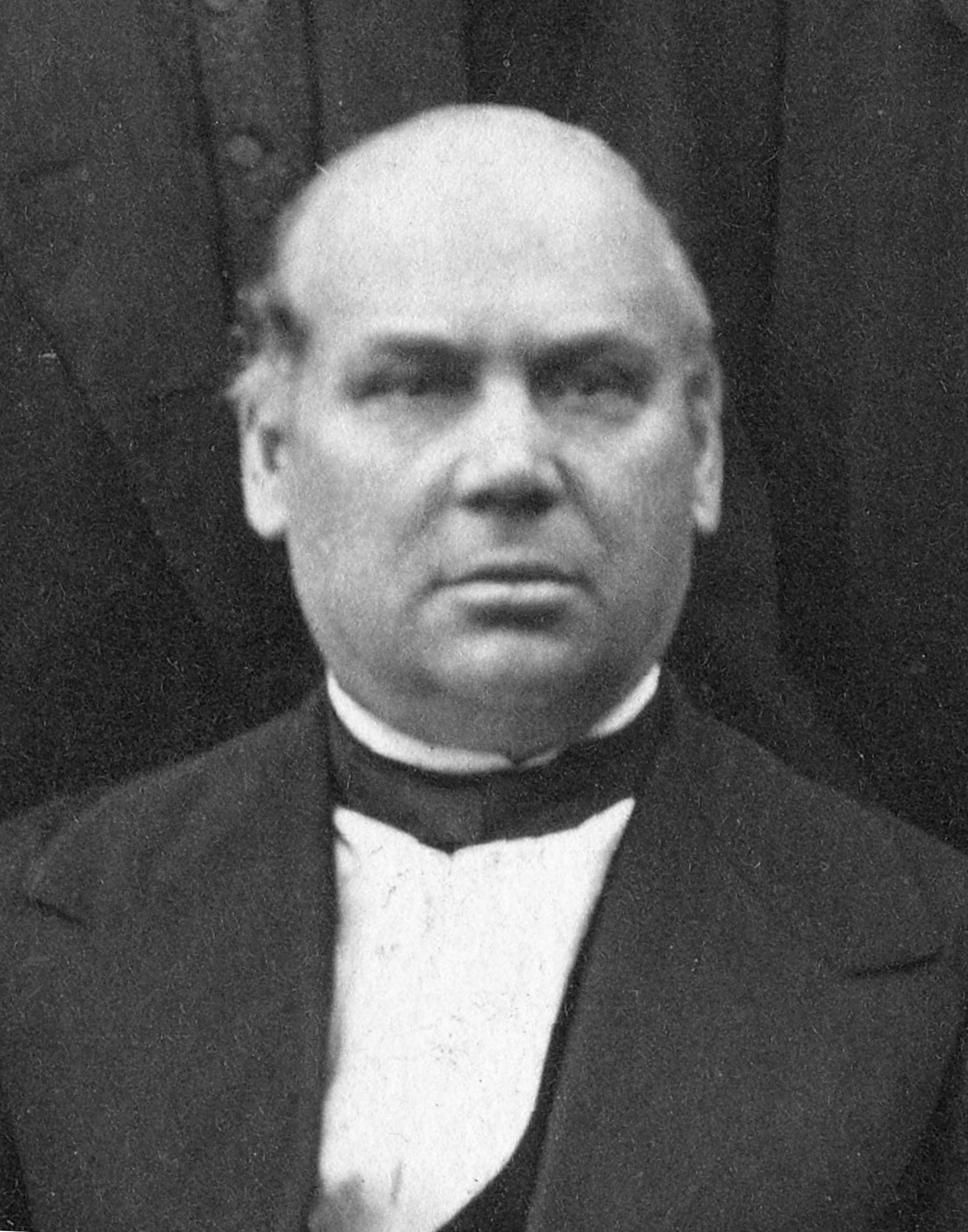
Woskressenski

Alexander Abramowitsch Woskressenski, russisch Александр Абрамович Воскресенский, englische Transkription Voskresenskij, (* 7. Dezember 1809 in Torschok; † 2. Februar 1880 in Moschaizewo bei Twer) war ein russischer Chemiker. Er war ein Schüler von Justus von Liebig und gilt mit Nikolai Nikolajewitsch Sinin als Begründer der modernen (organischen) Chemie im Russland des 19. Jahrhunderts.

## Leben
Er wurde als Sohn eines Geistlichen geboren. Sein Vater starb schon 1814 und hinterließ die Familie mittellos. Woskressenski absolvierte erst eine theologische Ausbildung, bevor er ab 1832 am Pädagogischen Institut in Sankt Petersburg Chemie studierte. Nach dem Abschluss 1836 setzte er das Studium in Berlin an der Königlich-Preußischen Akademie der Wissenschaften bei Eilhard Mitscherlich, Heinrich Rose und Heinrich Gustav Magnus sowie in Gießen an der Ludwigs-Universität Gießen bei Justus von Liebig fort. 1838 war er wieder in Sankt Petersburg als Adjunkt am Chemischen Institut der Universität und Inspektor am Pädagogischen Institut. Nach der Promotion 1839 war er ab 1843 außerordentlicher und ab 1848 ordentlicher Professor an der Universität. Außerdem lehrte er am Pädagogischen Institut, an der Ingenieurakademie und anderen Fach- und Militärschulen. Von 1863 bis 1867 war er Rektor der Universität. 1867 wurde er Kurator für den Schulbezirk Charkiw und 1869 wurde er emeritiert.

## Werk
Für seine umfassende Lehrtätigkeit, zu seinen Schülern gehörten unter anderen Dmitri Iwanowitsch Mendelejew, Nikolai Nikolajewitsch Beketow, Nikolai Alexandrowitsch Menschutkin, Alexei Romanowitsch Schuljatschenko (1841–1903), Nikolai Nikolajewitsch Sokolow (1826–1877) und Peter Petrowitsch Alexejew (1840–1891), erhielt er den Beinamen Großvater der russischen Chemiker.
1838 synthetisierte er in Gießen als erster Chemiker Chinon, worüber er promovierte. 1841 isolierte er Theobromin aus Kakaobohnen. Er beriet bei der Fertigstellung der Isaakskathedrale bezüglich des Baumaterials und den Rissen in der Alexandersäule, die er erfolgreich sanierte. Er untersuchte russische Kohle, die nach seiner Erkenntnis ausländischer Kohle in Nichts nachstand und teilweise besser war.
1864 wurde er korrespondierendes Mitglied der Akademie der Wissenschaften in Sankt Petersburg. 1868 gründete er die russische chemische Gesellschaft.